# Richard Parks Bland
Richard Parks Bland (ur. 19 sierpnia 1835, zm. 15 czerwca 1899) – amerykański polityk i prawnik związany z Partią Demokratyczną.

## Kariera
Richard, dwóch różnych okresach, reprezentował stan Oklahoma w Izbie Reprezentantów Stanów Zjednoczonych. Po raz pierwszy zasiadał w niej w latach 1873–1895 przez jedenaście dwuletnich kadencji. Po przerwie, ponownie zasiadał w Izbie Reprezentantów od 1897 roku aż do śmierci w 1899 roku.
W wyborach prezydenckich w 1896 roku ubiegał się, nieskutecznie, o nominację Partii Demokratycznej.
Był również jednym ze sponsorów ustawy Blanda-Allisona.